# Reporting mark

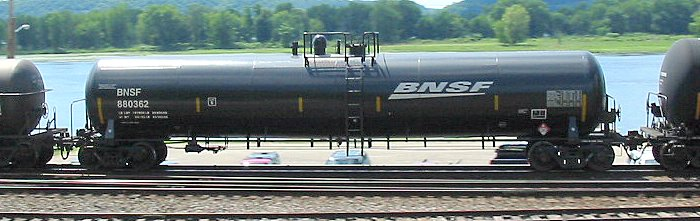
reporting mark op een BNSF Railway tankwagon 880362, Glen Haven, Wisconsin.

Een reporting mark is bij de Noord-Amerikaanse spoorwegmaatschappijen een code die wordt gebruikt om alle railvoertuigen te kunnen identificeren.

## Algemeen
Een reporting mark bestaat uit 2 tot 4 letters uit het alfabet en wordt uitgegeven door de the Association of American Railroads (AAR). De code wordt gebruikt als identificatie van railvervoerders, privé spoorwegmateriaaleigenaren en ander spoorwegmateriaal. De code wordt als volgt opgebouwd, de eerste letter is de eerste letter van de naam van de spoorwegmaatschappij, de rest wordt aangevuld met letters van afkorting van de maatschappijnaam. Bijvoorbeeld de Union Pacific Railroad, de eerste letter is een U, de reporting mark is daarmee UP geworden.

## Specifiek
Als bedrijven fuseren, gaan de reporting marks naar het nieuwe bedrijf. Dit geldt ook voor de logo’s en de handelsnaam.
Reporting marks die eindigen op een X behoren bij bedrijven die geen spoorwegmaatschappij zijn maar materiaal bezitten, zoals verhuurbedrijven of spoorwegmusea.
Reporting marks die eindigen op een Z behoren bij trailer-eigenaren/gebruikers die materiaal inzetten die geen flens hebben maar gebruikmaken van de spoorwegen voor het vervoer van goederen (genoemd intermodal service, gecombineerd transport via spoor vrachtwagen en/of schip).
Reporting marks die eindigen op een U behoren bij container-eigenaren/gebruikers die containers vervoeren via intermodal service.

## Voorbeeld
De reporting marks van de Class I railroads van de Verenigde Staten:
| Code | Maatschappij                                                           |
| ---- | ---------------------------------------------------------------------- |
| BNSF | Burlington Northern and Santa Fe Railway Company                       |
| KCS  | Kansas City Southern Railway Company                                   |
| UP   | Union Pacific Railroad                                                 |
| SOO  | Soo Line Railroad Company (Canadian Pacific's dochterbedrijf in de VS) |
| CSXT | CSX Transportation                                                     |
| NS   | Norfolk Southern                                                       |
| GT   | Grand Trunk Corporation (Canadian National's dochterbedrijf in de VS)  |